# Puente de Oberbaum
El puente de Oberbaum (en alemán: Oberbaumbrücke) es un puente de cubierta doble que cruza el río Spree (Esprea) en Berlín, considerado uno de los hitos de la ciudad. Enlaza los distritos de Friedrichshain y Kreuzberg, que estuvieron separados por el Muro de Berlín, y se convirtió en un símbolo importante de la reunificación alemana.
Por la parte baja del puente corre una avenida que conecta la calle Oberbaum (OberbaumStraße) al sur del río con la calle Warschauer (Warschauer Straße) al norte. Por la cubierta superior circula la línea U1 del U-Bahn, entre las estaciones de Schlesisches Tor y Warschauer Straße.
El puente aparece en la película Corre, Lola, corre de 1998.

## Historia

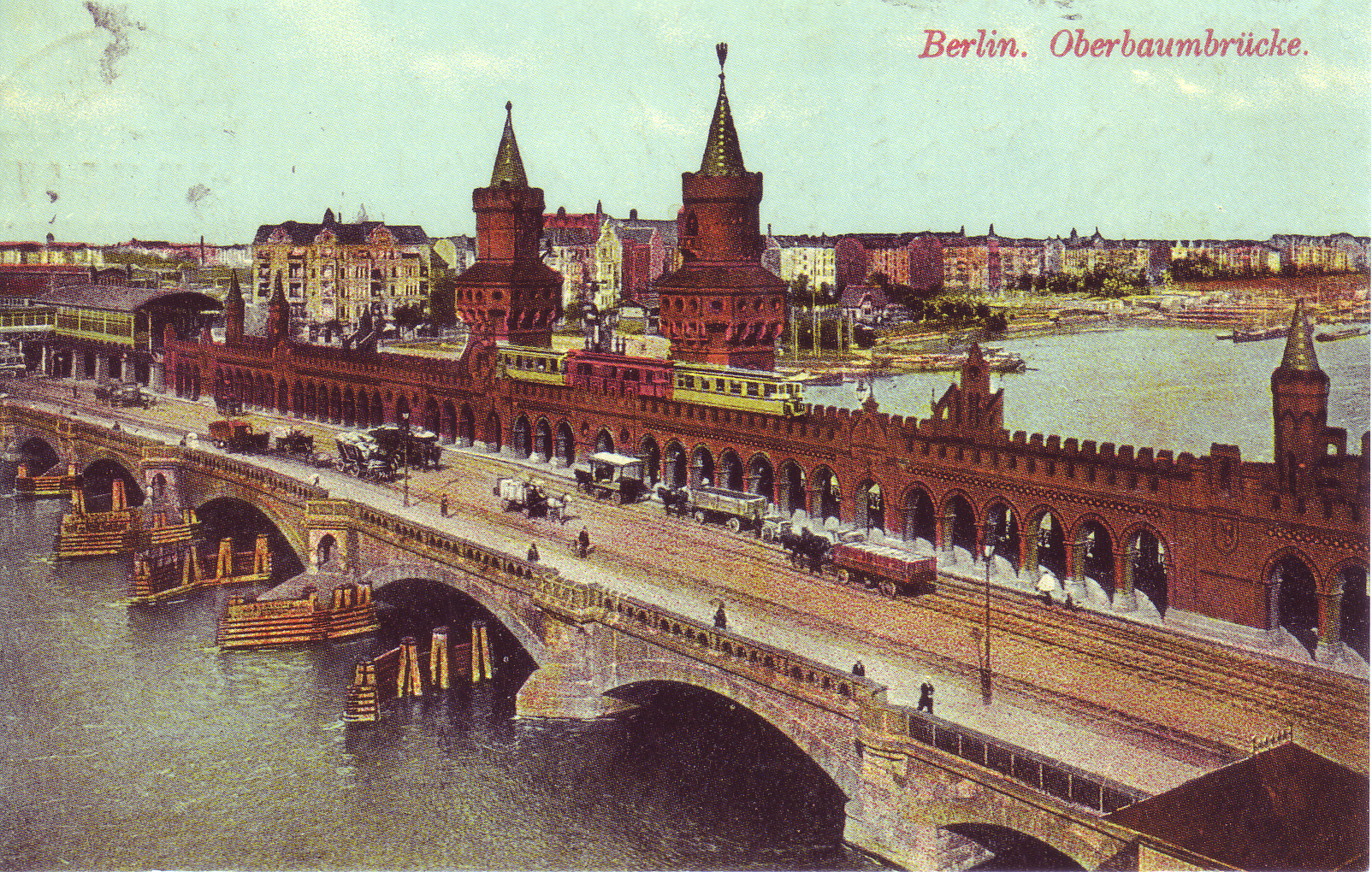
El Oberbaum Puente y anterior U-Bahn estación de ferrocarril Stralauer Tor, c. 1900

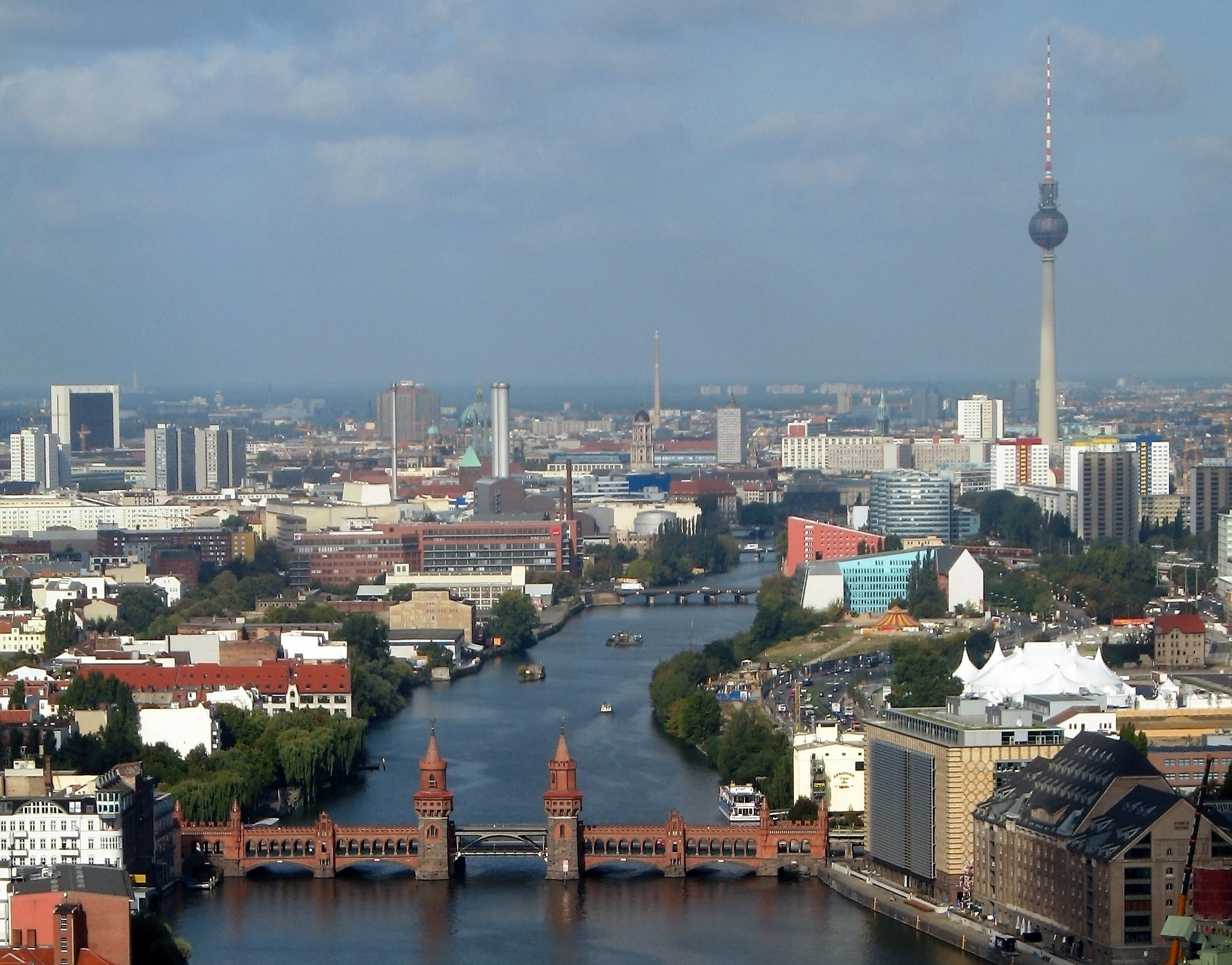
Imagen aérea que muestra el puente cruzando el Spree. Al fondo, la torre de telecomunicaciones de Berlín, otro símbolo de la ciudad.

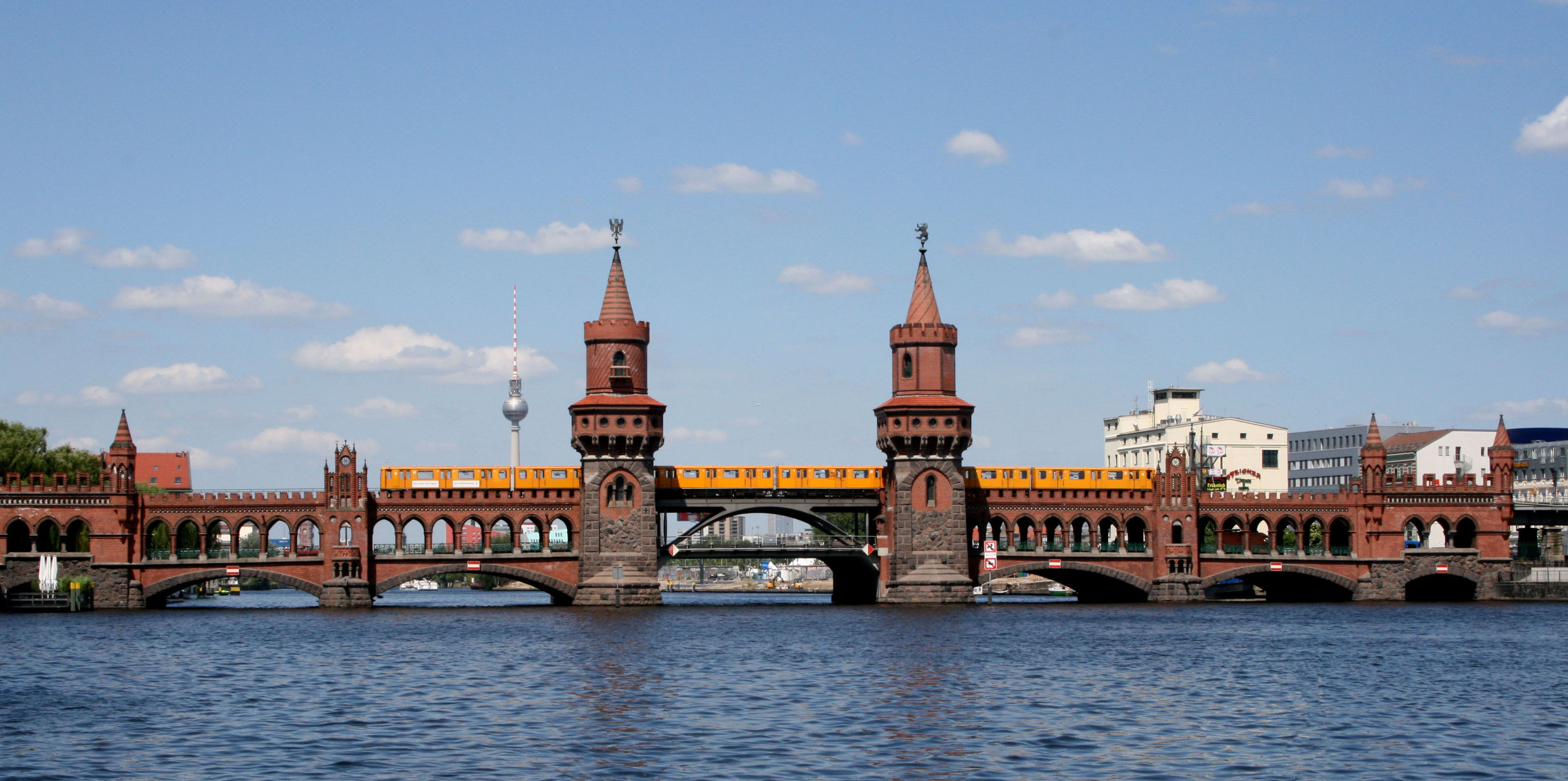
Un tren del U-Bahn cruzando el puente.

El puente está construido en la antigua frontera del área municipal de Berlín con su entorno rural, donde existía un muro de aduanas en 1732. El nombre Oberbaumbrücke deriva de los pesados troncos de árbol, cubiertos con púas de metal, que se utilizaban para bloquear el río por la noche para impedir el contrabando. (Baum significa árbol o viga de madera en alemán; por ello el nombre significa algo como "Puente del árbol superior (río arriba)";  había otra barrera de troncos en la parte occidental de la ciudad actual, cerca de Unterbaumstraße.
Para 1879 el puente de madera había sido muy modificado. Con sus 154 metros era el más largo de Berlín, pero ya no era adecuado para la cantidad del tráfico que lo cruzaba por lo que comenzó a planificarse un nuevo puente, pero esta vez de piedra. La compañía Siemens & Halske, que planeaba construir el Metro de Berlín, insistió en un cruce combinado para vehículos de rodadura, peatones y la nueva línea férrea.
El nuevo puente fue inaugurado en 1896 tras dos años de construcción, a tiempo para la Gran Exposición Industrial de Berlín. El arquitecto y miembro del gobierno Otto Stahn (1859-1930) diseñó el puente en un estilo gótico báltico asemejando la puerta de una ciudad con muchos elementos decorativos, como arcos apuntados, bóvedas de crucería y escudos de armas. Las dos torres estaban inspiradas en la Torre de la Puerta Central (Mitteltorturm) de la ciudad de Prenzlau. A pesar de que eran meramente decorativas, servían como recordatorio de que este lugar fue una vez la puerta fluvial de la ciudad de Berlín.
En 1902 abrió el primer tramo del U-Bahn. Su viaje inaugural, llevando 19 pasajeros, discurrió desde Stralauer Tor, en el extremo oriental del puente, hasta Potsdamer Platz. La estación de Stralauer Tor fue desmantelada tras los daños sufridos en un bombardeo en 1945, pero sus cuatro pilares de soporte aún pueden ser vistos.
Cuando Berlín absorbió varios municipios en 1920, el Puente de Oberbaum se convirtió en el cruce entre los nuevos distritos de Friedrichshain y Kreuzberg. En abril de 1945 la Wehrmacht dinamitó la sección central del puente en un intento de evitar que el Ejército Rojo lo cruzara. Después del fin de la guerra, Berlín fue dividido en cuatro sectores. El Puente de Oberbaum cruzaba entre los sectores estadounidense y soviético. Hasta mediados de los cincuenta, los peatones, automóviles y el tranvía podían cruzar el puente sin dificultad.

### Cruce de frontera

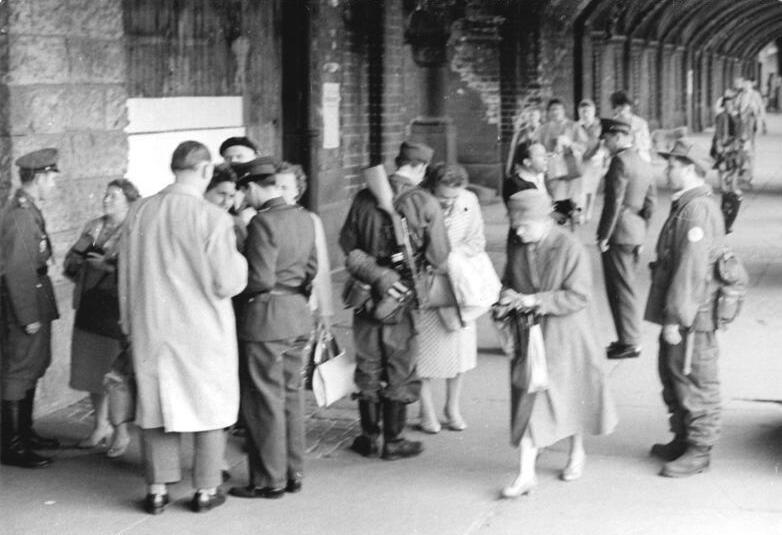
Puesto de control en Alemania Oriental en el Puente Oberbaum.

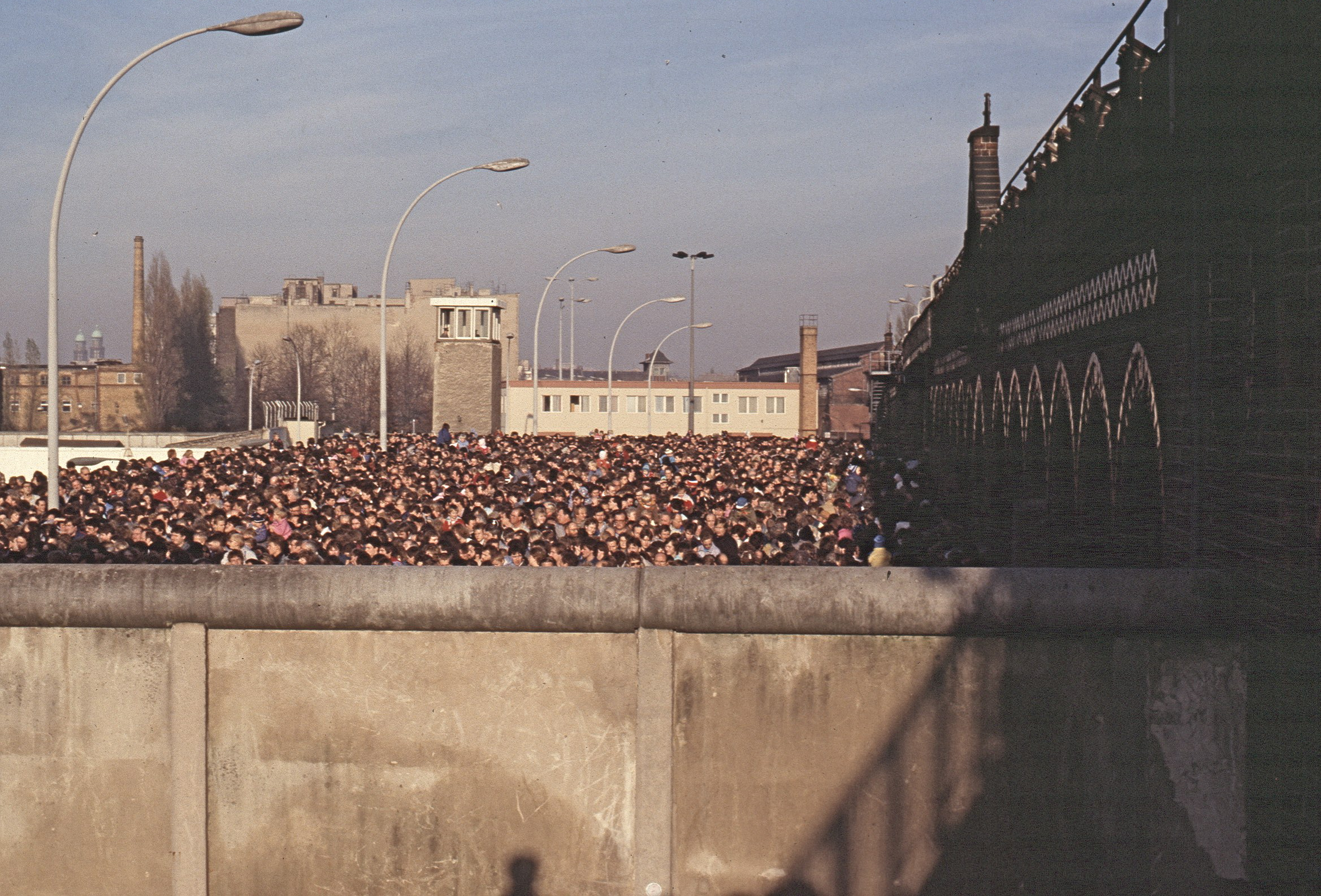
Multitudes en Oberbaumbrücke después de la caída del Muro de Berlín en noviembre de 1989.

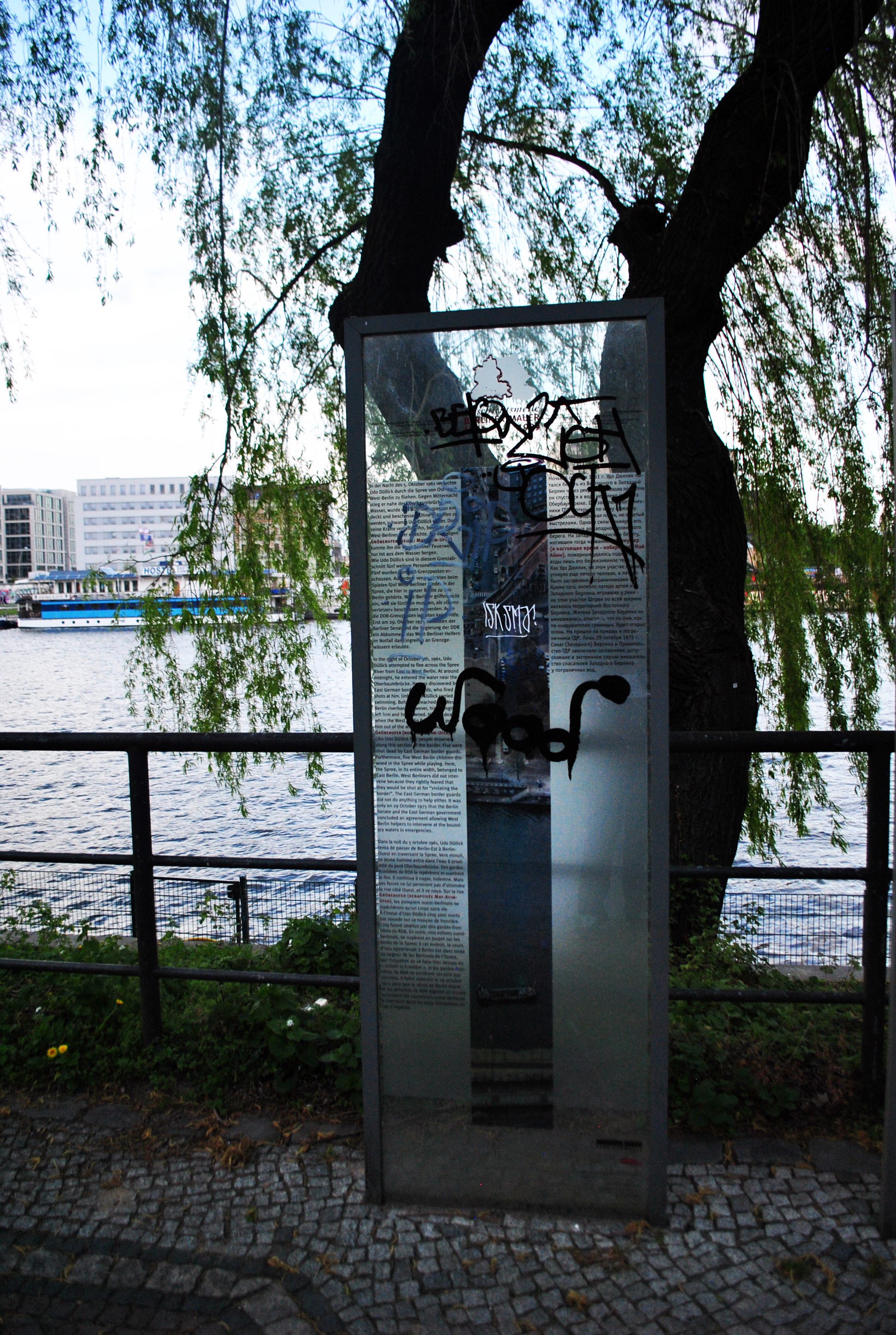
Memorial a Udo Düllick cerca del puente.

Cuando el Muro de Berlín fue construido en 1961 el puente se convirtió en la frontera entre Berlín Este y Berlín Oeste; como todas las aguas del Río Spree pertenecían a Friedrichshain, las fortificaciones de la Alemania Oriental (RDA) se extendían hasta la orilla en el lado de Kreuzberg. La línea del Metro de Berlín Oeste (U-Bahn) tuvo que ser interrumpida en Schlesisches Tor. A partir del 21 de diciembre de 1963, el puente Oberbaum empezó a ser utilizado como paso peatonal fronterizo sólo para residentes de Berlín Oeste.
Después de la caída del Muro de Berlín y la reunificación alemana al año siguiente, el puente fue restaurado con su antiguo aspecto, sin embargo se instaló una nueva sección central en estructura de acero, diseñada por el arquitecto español Santiago Calatrava. Se abrió al tráfico de peatones y automóviles el 9 de noviembre de 1994, en el quinto aniversario de la caída del muro. La línea del U-Bahn hacia Warschauer Straße fue reabierta un año más tarde.
En 1997, se colocó una instalación de neón llamada "Piedra - Papel - Tijeras" realizada por Thorsten Goldberg. Sus dos elementos están realizando un juego constante de Piedra, papel o tijera sugiriendo la arbitrariedad de las decisiones sobre inmigración, tanto durante la Guerra Fría como en la actualidad para refugiados e inmigrantes por razones económicas.
Desde 1999, la rivalidad tradicional entre los distritos de Kreuzberg y Friedrichshain se escenifica en la "batalla acuática" anual, donde residentes de ambos barrios, organizados en grupos con nombres satíricos como "Facción Ofensiva Anarco-Cínica Berlín-Friedrichshain" o "Kreuzberg Landwehr", se arrojan entre sí verduras podridas, gelatina, huevos, harina y agua e intentan "reconquistar" de forma simbólica el otro distrito "rebelde" (refiriéndose jocosamente a Friedrichshain como "Kreuzberg Oriental" y a Kreuzberg como "Bajo Friedrichshain") expulsando a sus contrincantes fuera del puente.
Con la creación del distrito unificado de Friedrichshain-Kreuzberg en 2001, el Puente de Oberbaum ya no cruza la frontera jurisdiccional.
Cerca de este puente se encuentra la famosa East Side Gallery. También está cercano el memorial a Udo Düllick, que murió asesinado por las fuerzas de seguridad de Berlín Oriental, al intentar cruzar a nado el Spree hacia Berlín Occidental, el 5 de octubre de 1961. Durante muchos años este sitio fue conocido simplemente como el memorial al fugitivo desconocido.